# أرغونيوس
بلدية أرغونيوس (بالإسبانية: Argoños)‏، هي إحدى بلديات منطقة كانتابريا, المصنفة على أنها مقاطعة أيضاً، في شمال إسبانيا.
يبلغ عدد سكانها 1.000 نسمة وفقاً لإحصائية سنة (2002).